# Vilmajärvi (sjö, lat 66,67, long 28,35)
Vilmajärvi är en sjö i Finland. Den ligger i kommunen Salla i landskapet Lappland, i den norra delen av landet, 700 km norr om huvudstaden Helsingfors. Vilmajärvi ligger 261,3 meter över havet. Arean är 47,2 hektar och strandlinjen är 5,07 kilometer lång. Sjön  ingår i Kemi älvs huvudavrinningsområde. 